# Жонглёр

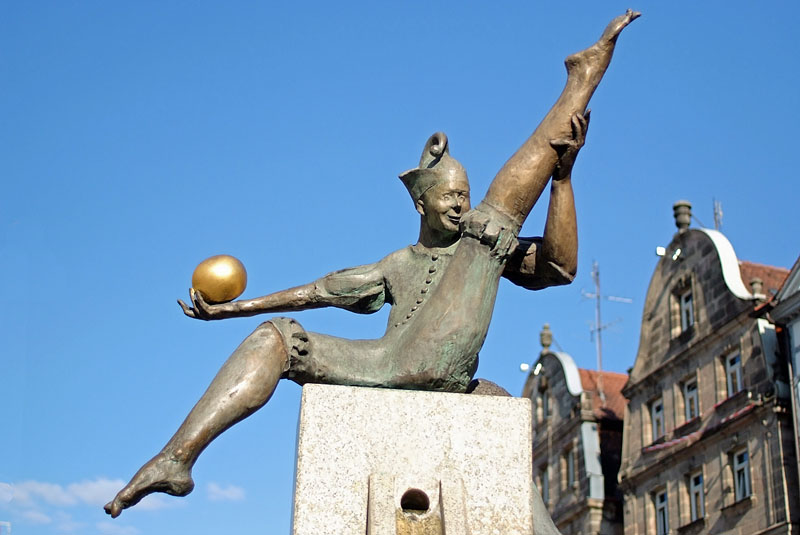
Памятник жонглёрам в Фюрте

Жонглёр (старофр. jougleor, jongleur, из лат. joculator — «потешник», «затейник») в средневековой Франции — странствующий профессиональный музыкант-исполнитель. В Провансе и королевствах Пиренейского полуострова жонглёры также были известны как авторы песен. Старофранцузский жонглёр типологически родствен немецкому шпильману (нем. Spielmann), английскому менестрелю (англ. minstrel), галисийско-португальскому жограру (jograr, современное написание порт. jogral — жограл или точнее жуграл, галис. xograr — шограр), кастильскому хуглару (исп. juglar), итальянскому джуларе (итал. giullare), польскому кугляжу (пол. kuglarz), русскому скомороху. Время расцвета деятельности жонглёров — XIII—XV века.
В настоящее время жонглёрами называют цирковых артистов определённого жанра — людей, умеющих одновременно подбрасывать в воздух и ловить несколько предметов — жонглировать).

## Общая характеристика
Жонглёры работали в публичных местах — на городских и сельских ярмарках, во время городских праздников и др., но также в тавернах, домах богатых горожан и дворцах знати. Часто пишут об «универсализме» жонглёров, имея в виду их навык играть на различных музыкальных инструментах (флейте, виеле, барабане, волынке и др.) и петь, а также их владение «разговорным жанром» (в диапазоне от высокой поэзии трубадуров до сальных анекдотов); нередко жонглёры выступали в ансамбле с танцорами, акробатами, фокусником, шутом и др.
Жонглёры были, как правило, более низкого происхождения, чем трубадуры. Хрестоматийным примером социальной дистанции между «куртуазными» поэтами и «простонародными» жонглёрами считается письмо Гираута Рикьера, написанное им Альфонсо Мудрому в 1274 году:

Прошу вас не дозволять, чтобы тех, кто владеет подлинным искусством [творческого] изобретения, кто знает секреты стиха, канона и других поэтических красот, называли жонглерами. Вы же понимаете, что долговечные труды первых — не то же самое, что безделушки вторых. Удовольствие, которое дают музыканты и шуты, длится лишь миг, когда их слушают и на них смотрят. Но песни добрых трубадуров, создателей прекрасных историй, останутся в памяти на долгие годы, будут жить и после смерти авторов. Очень жаль, что при дворах у них нет собственного имени, которое могло бы их отличать от презренных жонглеров.
Низким происхождением жонглёров и спецификой их мобильной деятельности объясняется практически полное отсутствие нотных памятников какой-либо специфически «жонглёрской» музыки. Сведения об их деятельности и социальном функционировании учёные черпают из косвенных источников — «высоких» литературных сочинений и исторических хроник, иконографии (в основном это книжные миниатюры), бухгалтерских документов и т. п. Вот типичный пример из «Романа о Персевале» Жербера Монтрейского (ок. 1230):
| оригинал | рус. перевод |
| --- | --- |
| Arriere revint el palais Cil jogleor viëlent lais Et sons et notes et conduis… Après mengier vont caroler; Jogleor chantent et vïelent Li un harpent et calemelent; Chascuns selonc le sien afaire, Vient avant por son mestier faire; Cil conteor dient biaus contes devant dames et devant contes. Et quant assez orent jüé, Bien sont li menestrel loé. | Но вернемся во дворец. Здесь жонглеры играют лэ на виелах, Разные мелодии и кондукты… После еды танцуют каролы. Жонглеры поют и играют на виелах, На арфах и волынках. Каждый, как может, Демонстрирует свое ремесло: Один рассказывает красивые истории Дамам и господам, Которые, если их как следует развлекли, Бурно хвалят менестрелей. |

Известны случаи, когда жонглёр поступал на службу к трубадурам, которые запрещали ему изменять слова при исполнении их песен. При этом жонглёр мог в присутствии трубадура исполнять Даме только что сочинённую трубадуром и посвящённую ей песню.  В конце «куртуазной» эпохи слово jogral приобрело пренебрежительный оттенок и стало обозначать бродягу.
В массе своей жонглёры исполняли чужую музыку, но известны случаи, когда они выступали и в качестве поэтов.
Имена жонглёров, как правило, неизвестны, за немногими исключениями, как Папиоль, который был постоянным исполнителем песен Бертрана де Борна, и Пистолета (буквально «письмецо») — жонглёр трубадура Арнаута де Марейля. Псевдоним объясняется тем, что в завершающих строфах знаменитой кансоны Марейля (так называемой «посылке») «Мне б тысячу марок серебром…» трубадур обращался к своему жонглёру с просьбой донести песню до адресата.
В Fadet juglar трубадура Гираута Калансона — шуточном наставлении для жонглёра — перечисляются литературные произведения, темы и герои, популярные в эпоху средневековья.
«Один из гистрионов приводил двух своих обезьян на военные игры, именуемые турнирами, дабы эти животные скорее могли научиться выполнять подобные упражнения. Затем он взял двух собак и обучил их носить на спине обезьян. Эти гротескные всадники были одеты наподобие рыцарей; у них были даже шпоры, которыми они кололи своих коней. Подобно рыцарям, срожающимся отгороженном поле, они преломляли копья и, сломав их, вынимали мечи, и каждый бил изо всех сил по щиту своего противника. Как не рассмеяться от такого зрелища?»

## Жонглёры на Пиренеях

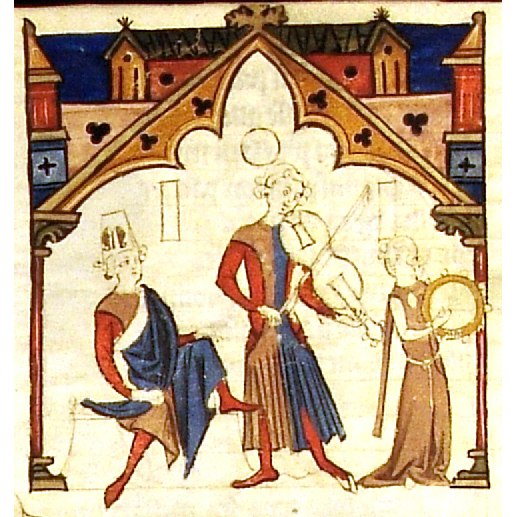
Миниатюра из «Песенника Ажуда»: знатный господин, жонглёр и девушка с пандейру

Промежуточное положение между жонглёром и трубадуром в иерархии средневековых поэтов королевств Галисии и Португалии занимал «сегрел». Например, галисийский сегрел Бернал де Бонавал (Bernal de Bonaval), которого также называли трубадуром, посещал дворы кастильских королей Фернандо III Святого и его сына Альфонсо X Мудрого.
Благодаря трём основным сохранившимся сборникам кантиг «Песеннику Ажуда», «Песеннику Национальной библиотеки» и «Песеннику Ватикана» до нас дошли имена многих жонглёров Пиренейского полуострова XIII-XIV веков и их сочинения. Согласно сборнику «500 кантиг о друге» (под ред. Р. Коэна), известны следующие имена жонглёров (в скобках указано количество сочинённых ими кантиг о друге):
Айрас Паес (Airas Paez), галисиец (2),
Галистеу Фернандис (Galisteu Fernandiz), предположительно из Леона (4)
Голпарро (Golparro) — псевдоним «Старый Лис» (raposo vello), галисиец (1)
Жоан Бавека (Johan Baveca), галисиец (13),
Жоан де Кангас (Johan de Cangas), трубадур или жонглёр, галисиец (3)
Жоан де Рекейшо (Johan de Requeixo), галисиец (5)
Жоан Сервандо (Johan Servando), галисиец (ок. 16)
Жуан Зорру (Johan Zorro), галисиец или португалец (ок. 10)
Лопо (Lopo), галисиец (8)
Мартин де Калдаш (Martin de Caldas), галисиец или португалец (7)
Мартин Кодас (или Кодакс Martin Codax) выдающийся галисийский автор, которого в Галисии почитают как трубадура, а в Португалии как жонглёра (7)
Мендиньо (Mendinho), галисиец (1)
Педро Амиго де Севилья (Pedr’ Amigo de Sevilha), галисиец (10)
Как эти указанные, так и другие иберийские жонглёры не только исполняли чужие произведения, но и остались известны как авторы собственных песен.